# Thomas Butler (przeciągacz liny)
Thomas Butler (ur. 8 grudnia 1871 w Woodstown w Irlandii, zm. 20 sierpnia 1928 w Northwich) – brytyjski przeciągacz liny, wicemistrz olimpijski.
Butler startował na Letnich Igrzyskach Olimpijskich 1908 w Londynie. Podczas tych igrzysk sportowiec wraz z drużyną Liverpool Police Team zdobył srebro w przeciąganiu liny. Z kolegami wygrał spotkanie pierwszej rundy z drużyną amerykańską (1–0), a w półfinale zwyciężyli oni drużynę szwedzką 2–0. W finale przedstawiciele Liverpool Police Team przegrali z drużyną London Police Team 0–2.
Była to jedyna konkurencja olimpijska, w której startował Butler.